# Steng
De steng is een rondhout dat hoog in de mast (of in een andere steng) gehesen wordt, daar vastgemaakt wordt en dienstdoet als tweede verlenging van de mast.
Een steng wordt uitsluitend gevoerd op de klassieke dwarsgetuigde schepen. Aan de steng werd een extra ra bevestigd, waardoor het totaal te voeren zeiloppervlak vergroot kon worden en dus ook een hogere snelheid gehaald kon worden.
De stengzeilen werden uitsluitend gevoerd bij goed weer, bij opkomende storm was het zaak de steng te strijken (of de steng te schieten), om de wind minder vat op het schip te laten hebben.

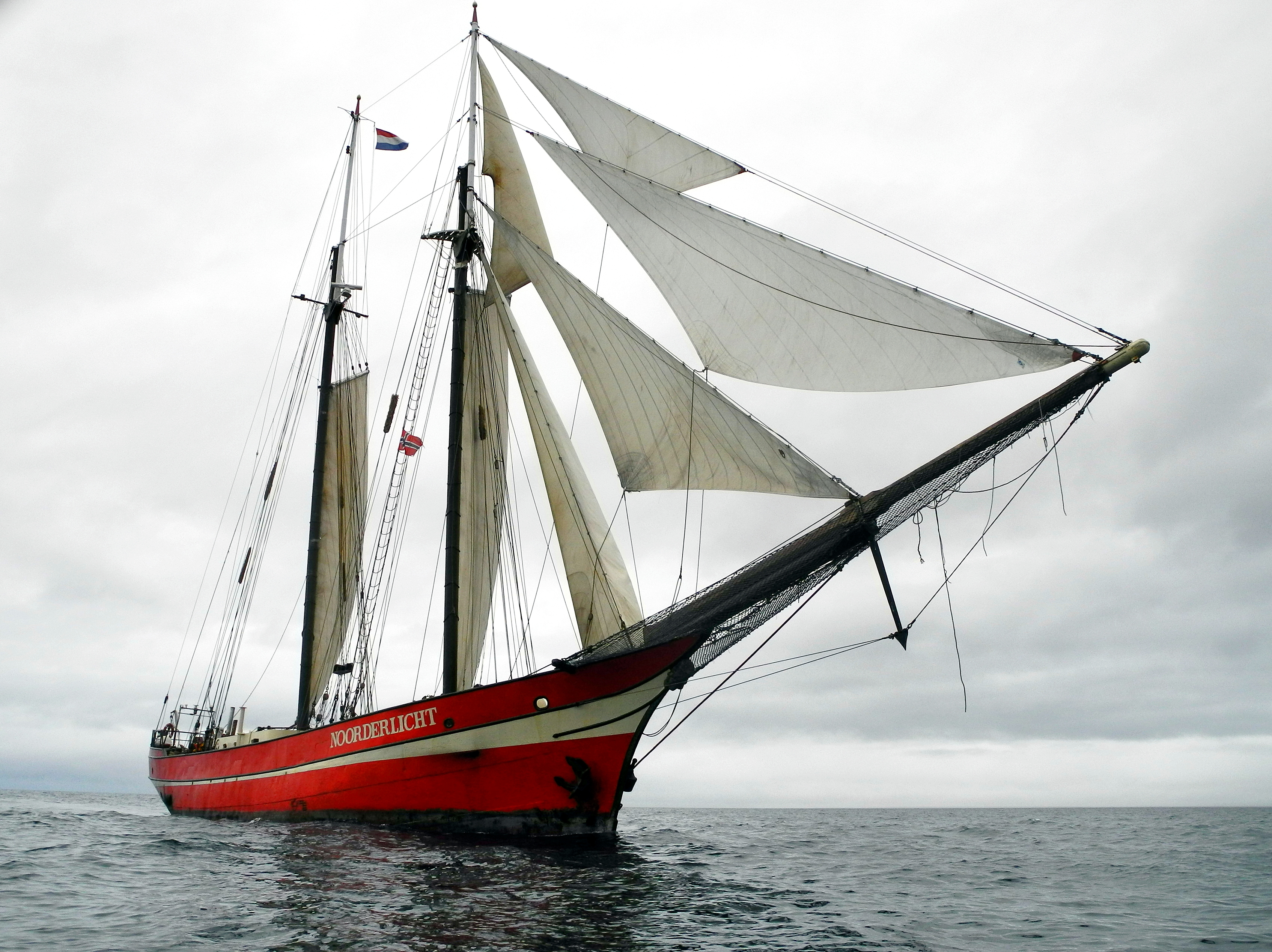
Voorbeeld met een gaffeltopzeil en vlieger bevestigd aan de steng

Opmerking: Er zijn bij niet-dwarsgetuigde schepen ook masten die verlengd worden met een steng, maar die zijn tijdens het varen niet demonteerbaar en maken integraal deel uit van de tuigage.

## De naamgeving van de stengen

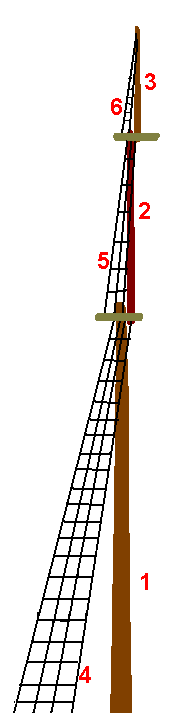
Mast en verlenging

In de tekening zijn de stengen aangegeven. Per mast wordt er een andere naam aan de stengen gegeven. De naamgeving voor een driemast volschip is als volgt:
| nummer in tek. | algemene benaming | voorste mast               | middelste mast               | achterste mast                 |
| -------------- | ----------------- | -------------------------- | ---------------------------- | ------------------------------ |
| 1              | mast              | fokkemast                  | grote mast                   | kruismast                      |
| 2              | marssteng         | voorsteng of voormarssteng | grootsteng of grootmarssteng | kruissteng                     |
| 3              | bramsteng         | voorbramsteng              | grootbramsteng               | kruisbramsteng of blinde steng |
| 4              | want              | fokkewant                  | grote want                   | kruiswant                      |
| 5              | marswant          |                            |                              |                                |
| 6              | bramwant          |                            |                              |                                |